# Felix Hageman
Leonard Felix (Felix) Hageman (Leeuwarden, 1 augustus 1877 – Amsterdam, 22 januari 1966) was een Nederlands journalist en schrijver.

## Leven en werk
Hageman was een zoon van de toonkunstenaar Maurice Hageman en de sopraan Francisca Hageman. Meerdere van zijn voorouders waren werkzaam op artistiek gebied. Zijn broer Richard Hageman zou zich ontwikkelen tot gevierd componist in de Verenigde Staten. Op zijn dertiende werd hij getroffen door een oogziekte. Hij huwde op 5 september 1907 in Amsterdam met Elisabeth Wilhelmina Lagemann (1885-1958). Het echtpaar bleef kinderloos. Felix Hageman werd langzaamaan doofblind en was in 1940 totaal blind. Hij kon toen alleen nog publiceren met hulp van zijn vrouw; zij hield zijn hand vast tijdens het schrijven. Na haar overlijden in 1958 ("mijn steun en hulp in duisternis en stilte", aldus de rouwadvertentie) brak een onzekere en vervelende tijd voor hem aan. Nederland had nog geen goede behandeling/zorg voor doofblinden. Hij hertrouwde met Elizabeth Wilhelmina Dieterle. Hageman overleed op 88-jarige leeftijd in zijn woonplaats Amsterdam. Hij werd evenals zijn eerste vrouw begraven op de begraafplaats Zorgvlied.
Hageman volgde van 1895 tot 1897 een opleiding aan de toneelschool. Medeleerlingen aldaar waren Rika Hopper, Karel Stoete, Jan Kelly en Ko van Dijk sr. Hij stond enkele jaren op de podia als voordrachtskunstenaar, toneelspeler en souffleur in het SCALA in Den Haag. In die jaren speelde hij samen met Alex Saalborn. Hij begon zich echter steeds meer toe te leggen op het schrijverschap. In 1901 kreeg hij daarvoor zijn eerste loon. Hij schreef jarenlang artikelen onder de titel "Langs de straat", columns over het alledaagse leven, voor De Telegraaf. Er verschenen er meer dan 4000. Hij woonde gedurende een korte periode in Parijs, maar keerde terug bij de krant als corrector en redacteur Buitenland. Voorts verscheen van zijn hand onder het pseudoniem Felix Leo een aantal romans en toneelstukken. Ook vertaalde buitenlandse toneelstukken. Het libretto van de operette Champagnefreule van Jan Verhoeven is door hem samen geschreven met Chef van Dijk. Hij schreef honderden verhalen met in de hoofdrol de deftige avonturier Lord Lister, die steelt van rijken en misdadigers en die uitdeelt aan de armen. Ruim twintig jaar na zijn dood werd de Lord Listerklub opgericht, die een driemaandelijks tijdschrift uitgaf en de publicatie "Honderd jaar Nederlandstalige pulpbladen" uitbracht.
Op het gebied van de wielersport schreef hij artikelen voor De Fiets. Ook hield hij voordrachten met als onderwerp zijn eigen Europese fietsreizen.